# Flyford Flavell
Flyford Flavell – wieś w Anglii, w hrabstwie Worcestershire, w dystrykcie Wychavon. Leży 13 km na wschód od miasta Worcester i 152 km na północny zachód od Londynu.